# Rohm (entreprise)
Pour les articles homonymes, voir Röhm (homonymie).
ROHM Co., Ltd. est une entreprise japonaise spécialisée dans l'électronique notamment dans les composants passifs qui fait partie de l'indice TOPIX 100. 

## Historique
Historiquement, Rohm est spécialisée dans la fabrication de résistance, avant de diversifier ses activités dans les composants électroniques.
En 2012, Rohm était dans le top 20 des leaders du marché des semi-conducteurs.